# Битка при Каратаир
Битка при Каратаир е опит на османското командване след освобождаването на Пазарджик да забави руското настъпление по направлението Пловдив-Одрин. Провежда се по време на Руско-турската война (1877 – 1878)

## Разположение на силите
Освобождаването на Пазарджик открива пред командира на Западния отряд генерал-лейтенант Йосиф Гурко бързината, с която протича отстъплението на групировката на Сюлейман паша в направление към Пещера. Колоната на генерал-лейтенант Павел Шувалов преследва фронтално противника отляво на шосето за Пловдив. На 2 януари 1878 г. преминава река Марица и се насочва към село Адакьой. Спира пред силно укрепената османска позиция при селата Адакьой – Каратаир. Генерал-лейтенант Йосиф Гурко организира нейната атака със силите на три от колоните на отряда.

## Битката на 3 януари
Сутринта около 8 часа, след артилерийска престрелка, първа атакува колоната на генерал-лейтенант Павел Шувалов и приковава османските сили. Рано след обяд частите на генерал-лейтенант Юрий Шилдер-Шулднер преминават река Марица, заемат село Айренле и създават флангова заплаха са противника. Частите на генерал-лейтенант Павел Шувалов незабавно атакуват, превземат село Адакьой и изтласкват противника от околните височини. Преследването му е поето от Кавказката казашка бригада с командир генерал-майор Иван Тутолмин и своевременно пристигналата колона на генерал-лейтенант Николай Веляминов. Османските части се оттеглят към Пловдив.